# ギリシャ空軍
ギリシャ空軍（ギリシャくうぐん、ギリシア語: Ελληνική Πολεμική Αεροπορία）は、ギリシャ軍を構成するギリシャの空軍組織である。ギリシャ国防省の管轄下に置かれている。

## 概要

### 設立期

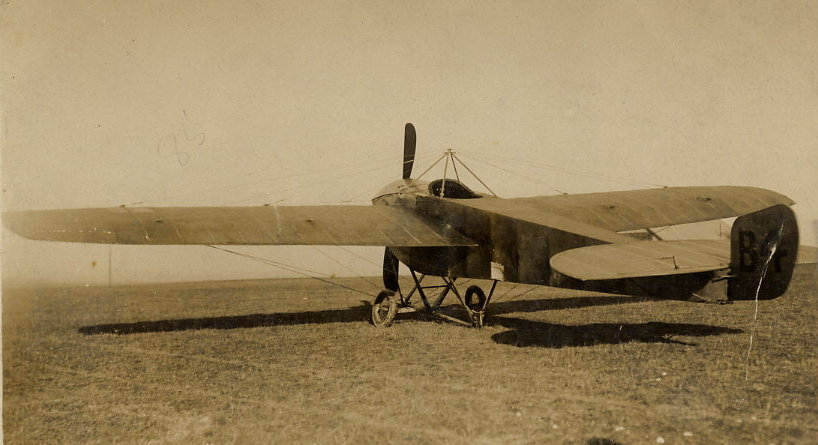
ギリシャ最初の軍用機ニューポール IV.Gの同型機

ギリシャで最初の航空部隊は、フランスの支援のもと1911年に設立された。6 人のギリシャ軍人がフランスへ訓練に送られ、その後4機のファルマン機が発注された。
最初のギリシャ人飛行家となったエマヌエル・アルギュロポウロスは、1912年2月8日にニューポール IV.G戦闘機で最初の飛行に成功した。また、デメトリオス・カムベロス中尉は最初の軍事任務をこなした。カムゲロスはまた、6月にはファルマン水上機「ダエダロス」号に乗って水上離陸に成功し、海軍航空隊を発足させた。9月には、ギリシャ陸軍が最初の航空隊となる航空中隊(Λόχος Αεροπόρων)を発足させた。

### 実戦への参加
ギリシャ空軍は、バルカン戦争、第一次世界大戦、希土戦争、第二次世界大戦に参加した。また、度重なる内戦やクーデターでも一定の影響力を持った。
当初は陸軍航空隊と海軍航空隊は別個に存在していたが、1930年に航空省が発足するとその管轄下におかれる空軍に統合され、陸・海軍に続くギリシャ第3の軍隊となった。1931年には、空軍アカデミーであるイカロン学校が開校した。
戦間期における機材は、初期にはスパッド S.VIIのような第一次世界大戦期の航空機、中期以降はポーランド製のP.24やフランス製のMB.151、ドイツ製のDo 22などが運用された。
第二次世界大戦初期の1940年には侵攻したイタリア軍を首尾よく撃退したが、翌1941年4月にはナチス・ドイツ軍によってギリシャ空軍は壊滅した。空軍は中東方面でイギリス空軍の1飛行隊として再建され、スピットファイアやハリケーン、ボルティモアを運用した。
1944年にはイギリス軍が上陸し、ギリシャはドイツ軍を撃退した。しかし、ギリシャ国内は各派が争って混乱を極め、そのままギリシャ内戦に突入した。

### 戦後

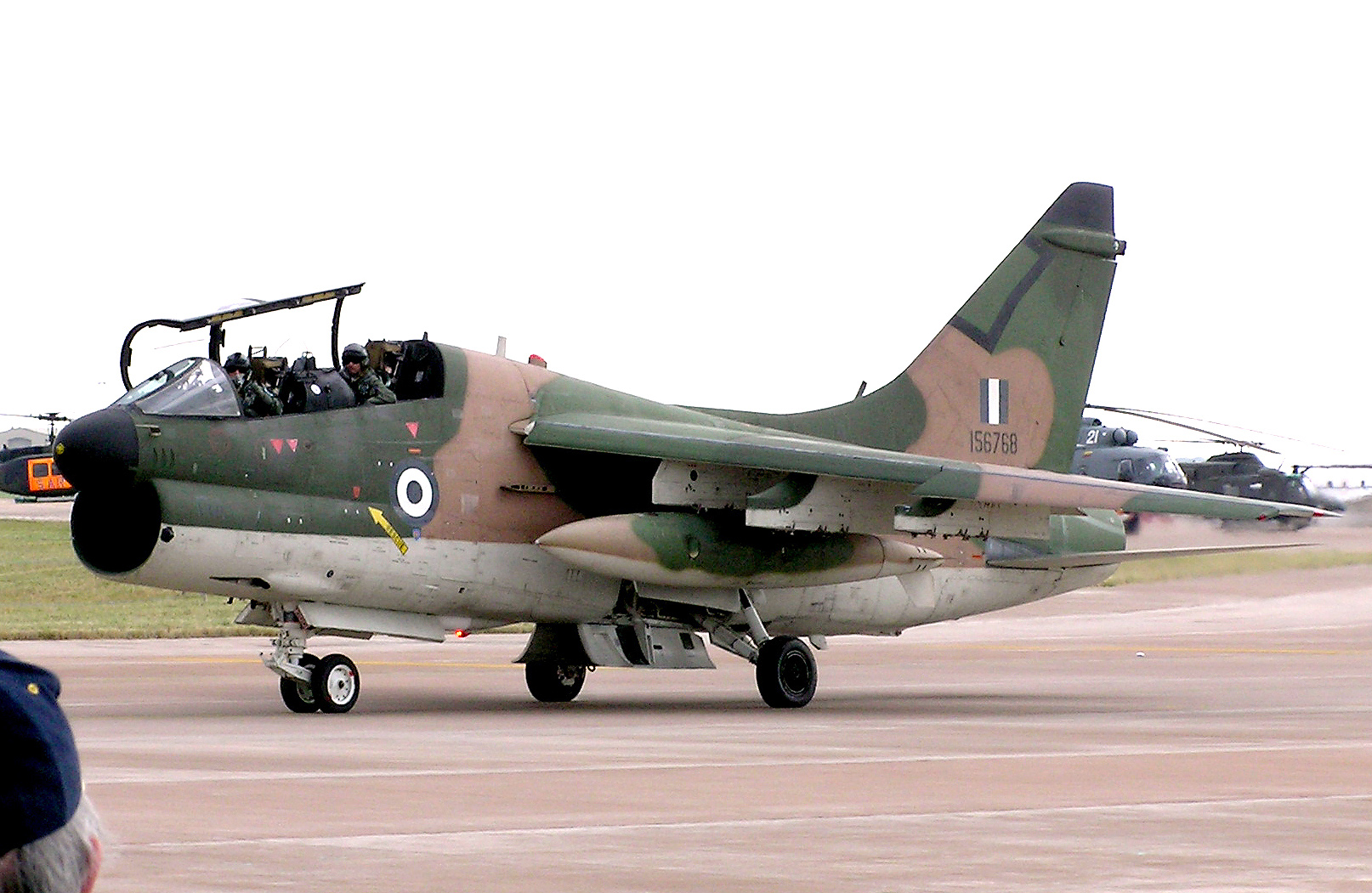
TA-7CコルセアII練習攻撃機

1950年代、軍は再建と北大西洋条約機構(NATO)標準への再編成を行った。ギリシャ空軍は朝鮮戦争に参加し、1 部隊が輸送任務を行った。ギリシャは2001年までNATOの核戦力の一端を担ったが、核攻撃に際してはアメリカ合衆国より給与されるB61核爆弾をA-7 コルセア II若しくはF-104Gによって投下する予定であった。1980年代末まで、空軍はアメリカ合衆国より給与される核弾頭を装備できるナイキ・ハーキュリーズ地対空ミサイルを運用した。
トルコとの間断なき緊張関係の末、1974年にはトルコ軍がキプロス島に侵攻した。キプロス紛争では、ギリシャ空軍機とトルコ空軍機との間で空中戦も発生した。アメリカ合衆国は核兵器をギリシャやトルコから撤去し、実戦に使用される不安を除去した。ギリシャはこれをNATOによるトルコ擁護策だとして批判し、1974年から1980年まで自国軍をNATO軍の指揮下から外す措置をとった。
その後、ギリシャはNATOとの関係を修復し、1981年には欧州共同体(EC)の10番目の加盟国となった。空軍ではF-4EファントムIIやミラージュ2000、C-130ハーキュリーズなどの新型機材の導入を進め、隣国の中でも能力の高い機材を保有する軍隊へと成長していった。最新の機材は、フランス製の戦闘機ミラージュ2000-5やアメリカ製のF-16Cブロック52+の他、2020年9月にはフランス・ダッソー製のラファール戦闘機を18機導入する計画を発表した。また、F-4Eは「ピース・イカロス」計画のもと自国で近代化改修され、F-4E PI2000となった。防空ミサイルでは、9K331「トール」やS-300という旧東側製の機材も運用している。
なお、世界でも珍しく農業機部隊を保有している。発展途上国や（空軍ではないが）アメリカ麻薬取締局などでは麻薬対策として（除草剤を麻薬植物の畑に強行散布する）保有しているケースはあるが、ギリシャ空軍は専ら民生用に用いており、グラマン アグキャットやPZL M-18ドロマデルを装備している。

## 組織

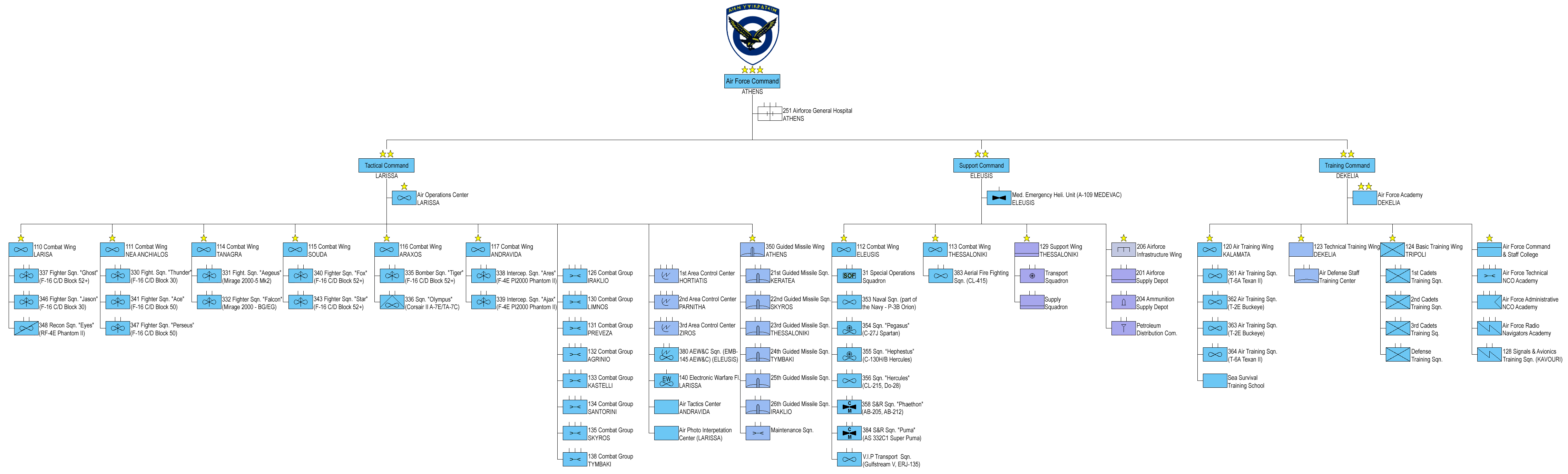
ギリシャ空軍の組織図

### 管理組織
- ギリシャ国防軍参謀本部
  - 空軍参謀
    - 戦術空軍司令部
    - 空軍訓練司令部
    - 空軍支援司令部

### 戦力
- ギリシャ空軍参謀
  - 第251空軍総合病院
    - 航空医学センター
    - 最高空軍病院委員会
- 戦術訓練司令部
  - ラリサ空軍作戦センター
    - 第110戦闘航空団
      - 第337全天候戦闘飛行隊
      - 第348戦術偵察飛行隊

    - 第111戦闘航空団
      - 第330戦闘迎撃飛行隊
      - 第341戦闘爆撃飛行隊
      - 第347戦闘爆撃迎撃飛行隊

    - 第114戦闘航空団
      - 第331戦闘迎撃飛行隊
      - 第332戦闘迎撃飛行隊

    - 第115戦闘航空団
      - 第340戦闘爆撃飛行隊
      - 第343戦闘爆撃飛行隊

    - 第116戦闘航空団
      - 第335戦闘飛行隊
      - 第336爆撃飛行隊

    - 第117戦闘航空団
      - 第338戦闘爆撃飛行隊
      - 第339迎撃飛行隊

    - レーダー部隊
      - 第1空域管制センター
      - 第2空域管制センター
      - 第3空域管制センター

    - 戦闘群
      - 第126戦闘群
      - 第130戦闘群
      - 第131戦闘群
      - 第132戦闘群
      - 第133戦闘群
      - 第134戦闘群
      - 第135戦闘群
      - 第138戦闘群

    - 第350誘導ミサイル連隊
      - 第21誘導ミサイル中隊
      - 第22誘導ミサイル中隊
      - 第23誘導ミサイル中隊
      - 第24誘導ミサイル中隊
      - 第25誘導ミサイル中隊
      - 第26誘導ミサイル中隊
      - 整備小隊

    - 特別部隊
      - 第380早期警戒飛行隊
      - 航空作戦センター
      - 戦術兵器学校
      - 航空写真解析センター
      - 第140電子戦中隊
- 空軍支援司令部
  - 第112戦闘航空団
    - 第31特殊戦飛行隊
    - 第353海洋偵察飛行隊
    - 第352要人輸送飛行隊
    - 救急ヘリコプター部隊
    - 戦術輸送飛行隊
      - 第354戦術輸送飛行隊
      - 第355戦術輸送飛行隊
      - 第356戦術輸送飛行隊

    - 捜索救難飛行隊
      - 第358戦術輸送飛行隊
      - 第384捜索救難飛行隊

    - 第113戦闘航空団
      - 第383航空消火飛行隊

    - 第129支援航空団
      - 輸送飛行隊
      - 補給飛行隊

    - 第206空軍インフラ航空団
      - 第201空軍補給処
      - 第204弾薬補給処
      - 石油配給部隊
- 空軍訓練司令部
  - 空軍アカデミー
    - 第360初等訓練飛行隊

  - 第120訓練航空団
    - 第361航空訓練飛行隊
    - 第362航空訓練飛行隊
    - 第363航空訓練飛行隊
    - 第364航空訓練飛行隊

  - 海上サバイバル訓練学校
    - 第123戦術訓練航空団

  - 防空要員訓練センター
    - 第124基礎訓練連隊
      - 第1士官訓練中隊
      - 第2士官訓練中隊
      - 第3士官訓練中隊
      - 局地防衛訓練中隊

  - 空軍幕僚大学
  - 空軍戦術下士官アカデミー
  - 空軍管理下士官アカデミー
  - 空軍無線航空士アカデミー
  - 第128情報航空電子機器訓練小隊

## 階級

### 士官
- OF-9 大将 (Πτεραρχος)
- OF-8 中将 (Αντιπτεραρχος)
- OF-7 少将 (Υποπτεραρχος)
- OF-6 准将 (Ταξιαρχος)
- OF-5 大佐 (Σμηναρχος)
- OF-4 中佐 (Αντισμηναρχος)
- OF-3 少佐 (Επισμηναγος)
- OF-2 大尉 (Σμηναγος)
- OF-1 中尉 (Υποσμηναγος)
- OF-1 少尉 (Ανθυποσμηναγος)

### 准士官
- OR-9 准尉 (Ανθυπασπιστής)

### 下士官
- OR-8 上級曹長 (Αρχισμηνιας)
- OR-7 曹長 (Επισμηνιας)
- OR-6 軍曹 (Σμηνίας)
- OR-5 伍長 (Υποσμηνίας)

### 兵
- OR-4 無し
- OR-3 1等空兵 (Εφεδρος Σμηνιας)
- OR-2 無し
- OR-1 2等空兵 (Σμηνιτης)

## 装備
| 機種名                  | 画像           | バージョン                                                                             | 運用数         | 備考 |
| 戦闘機・攻撃機          | 戦闘機・攻撃機 | 戦闘機・攻撃機                                                                         | 戦闘機・攻撃機 | 戦闘機・攻撃機 |
| ----------------------- | -------------- | -------------------------------------------------------------------------------------- | -------------- | --- |
| F-4                     |                | F-4E                                                                                   | 33             | |
| F-16                    |                | F-16C/D                                                                                | 154            | 1987年にブロック30型40機、1993年にブロック50型40機、1992年にブロック52型50機（後に10機を追加）、2005年にブロック52型21機を発注もしくは導入決定。また、2018年に既存機85機をブロック70/72ヴァイパー仕様へ改修する契約を締結している。 F-16CG/DG ブロック30/50×69機、F-16CG/DG ブロック52+×55機、F-16C/D ブロック52+×20機、F-16V(C/D)×10機を運用中。 |
| ダッソー ミラージュ2000 |                | ミラージュ2000-5 Mk2 ミラージュ2000                                                    | 24 (10)        | 1985年にBG/EG型40機の導入を決定、2000年には2000-5 Mk2型15機の新造と既存機10機の改修を発注した。 ミラージュ2000-5EG Mk2 ×19機、ミラージュ2000-5BG Mk2×5機を運用中、ミラージュ2000EG×10機を保管中。 |
| ダッソー ラファール     |                | ラファールC/B F3-R                                                                     | 18             | 当初18機を発注し、後に6機を追加発注した。2021年7月から受領開始。ラファールC F3-R×14機、ラファールB F3-R×4機。 |
| 早期警戒機              |                |                                                                                        |                | |
| EMB-145                 |                | EMB-145H エリアイ                                                                      | 4              | |
| 輸送機                  |                |                                                                                        |                | |
| C-27J                   |                |                                                                                        | 8              | |
| C-130                   |                | C-130B/H                                                                               | 15             | C-130B×5機、C-130H×10機。 |
| EMB-135                 |                | EMB-135BJ/LR                                                                           | 2              | EMB-135BJ×1機、EMB-135LR×1機。 |
| ファルコン7X            |                |                                                                                        | 1              | 要人輸送機。 |
| ガルフストリームV       |                |                                                                                        | 1              | |
| 練習機                  |                |                                                                                        |                | |
| M-346                   |                |                                                                                        | 2              | |
| Tecnam P2002            |                | P2002JF                                                                                | 12             | |
| T-2                     |                | T-2C/E                                                                                 | 28             | |
| T-6                     |                | T-6A/B                                                                                 | 28（推定）     | T-6A×13機（推定）、T-6B×15機（推定）。 |
| 回転翼機                |                |                                                                                        |                | |
| AS332                   |                | AS332C                                                                                 | 12             | |
| ベル205                 |                | AB205A                                                                                 | 12             | 捜索救難機。 |
| ベル212                 |                | AB212                                                                                  | 4              | 要人輸送機、輸送機。 |
| AW109                   |                |                                                                                        | 3              | |
| 無人航空機              |                |                                                                                        |                | |
| ヘロン                  |                | ヘロンI                                                                                | 2              | リース機。 |
| HAI Pegasus             |                | PegasusII                                                                              | 2+(4)          | 2機を運用中、ほかに4機以上が保管中。 |
| 地対空兵器              |                |                                                                                        |                | |
| パトリオット            |                | PAC-2                                                                                  | 36             | |
| S-300                   |                | S-300PMU-1                                                                             | 12             | |
| クロタル                |                | クロタルNG/GR                                                                          | 9              | |
| 9K331                   |                | 9K331 トールM1                                                                         | 4              | |
| スパロー                |                | RIM-7M                                                                                 | 20             | スカイガードシステムと連接。 |
| ラインメタル Rh202      |                |                                                                                        | 複数           | |
| Artemis-30              |                |                                                                                        | 35以上         | |
| エリコン GDF            |                | GDF-005                                                                                | 24             | |
| 搭載兵装                |                |                                                                                        |                | |
| AIM-9                   |                | AIM-9L/P                                                                               |                | |
| R.550 マジック          |                | マジック2                                                                              |                | |
| IRIS-T                  |                |                                                                                        |                | |
| MICA                    |                | MICA-IR MICA-RF                                                                        |                | |
| AMRAAM                  |                | AIM-120B/C                                                                             |                | |
| ミーティア              |                |                                                                                        |                | |
| AGM-65                  |                | AGM-65A/B/G                                                                            |                | |
| SCALP-EG                |                |                                                                                        |                | |
| エグゾセ                |                | AM39                                                                                   |                | |
| AGM-88                  |                |                                                                                        |                | |
| GBU-8                   |                | GBU-8B HOBOS                                                                           |                | |
| ペイブウェイ            |                | GBU-10/12/16 ペイブウェイII GBU-24 ペイブウェイIII GBU-50 エンハンスド・ペイブウェイII |                | |
| JDAM                    |                | GBU-31 JDAM                                                                            |                | |
| AGM-154                 |                | AGM-154C JSOW                                                                          |                | |

## ギャラリー

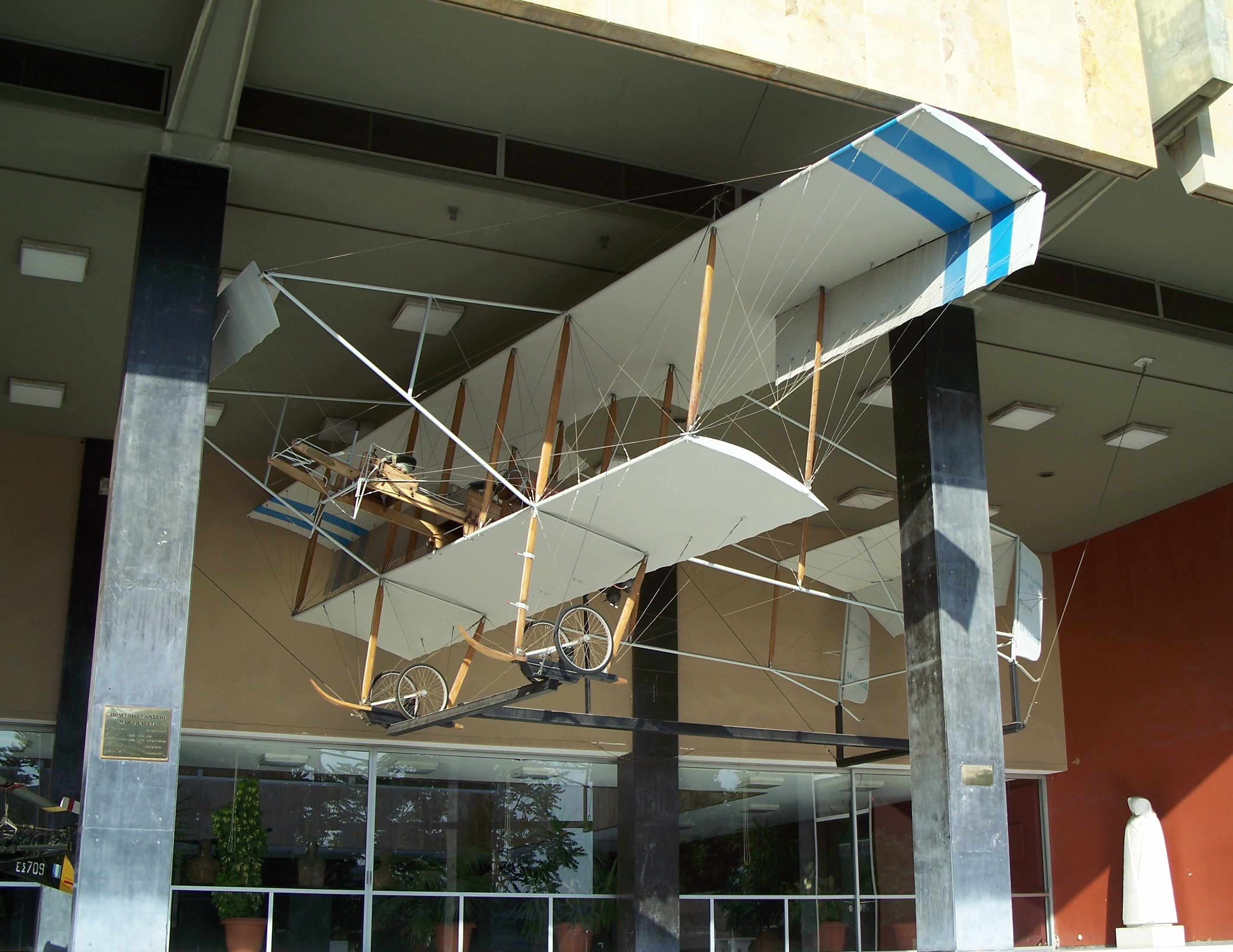
アンリ・ファルマン「ダエダロス」複葉機
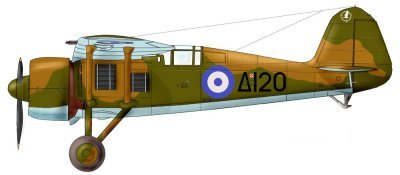
P.24戦闘爆撃機
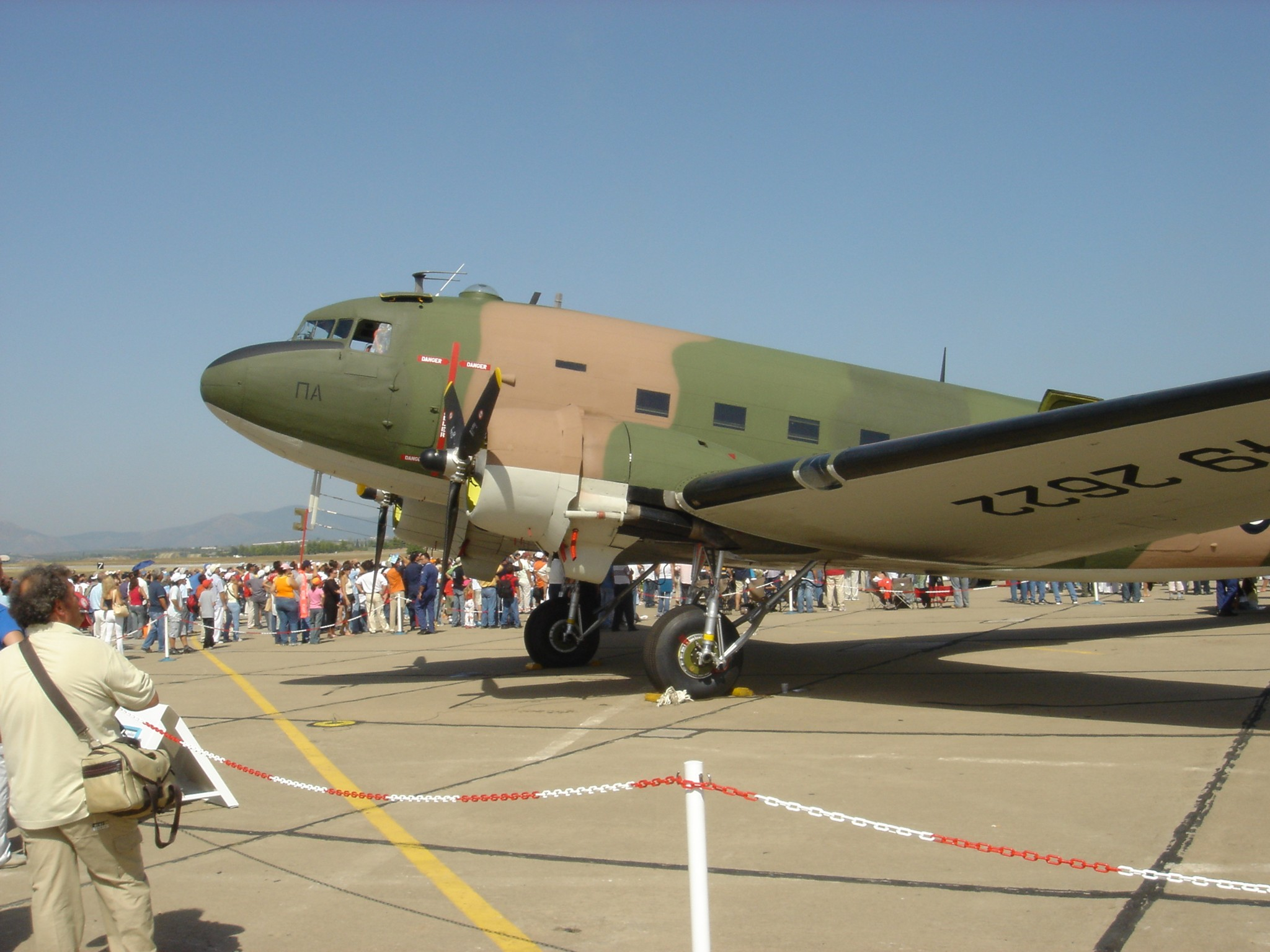
C-47ダコタ輸送機
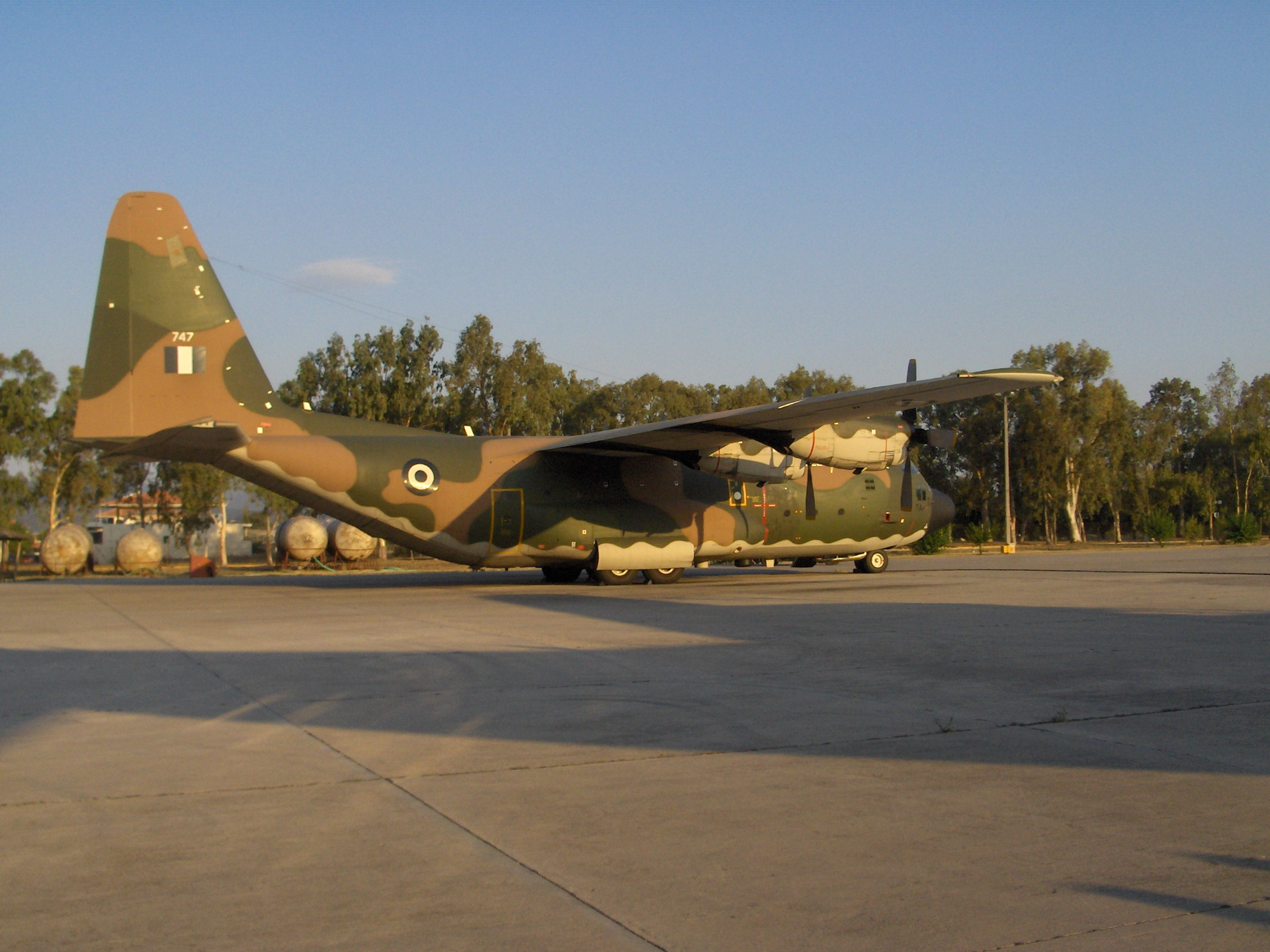
C-130ハーキュリーズ輸送機
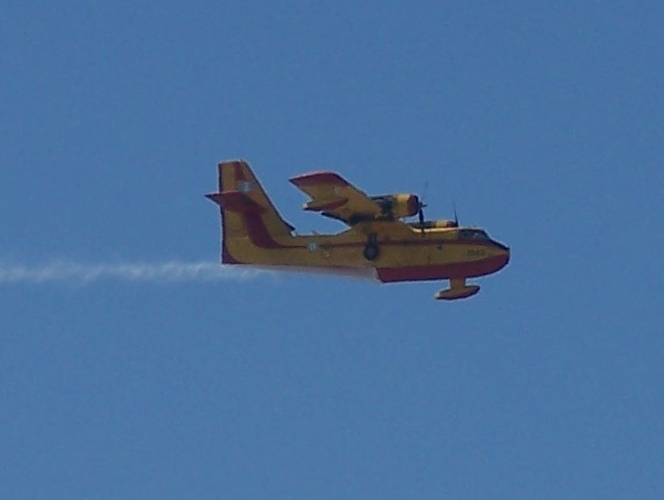
CL-215消防飛行艇
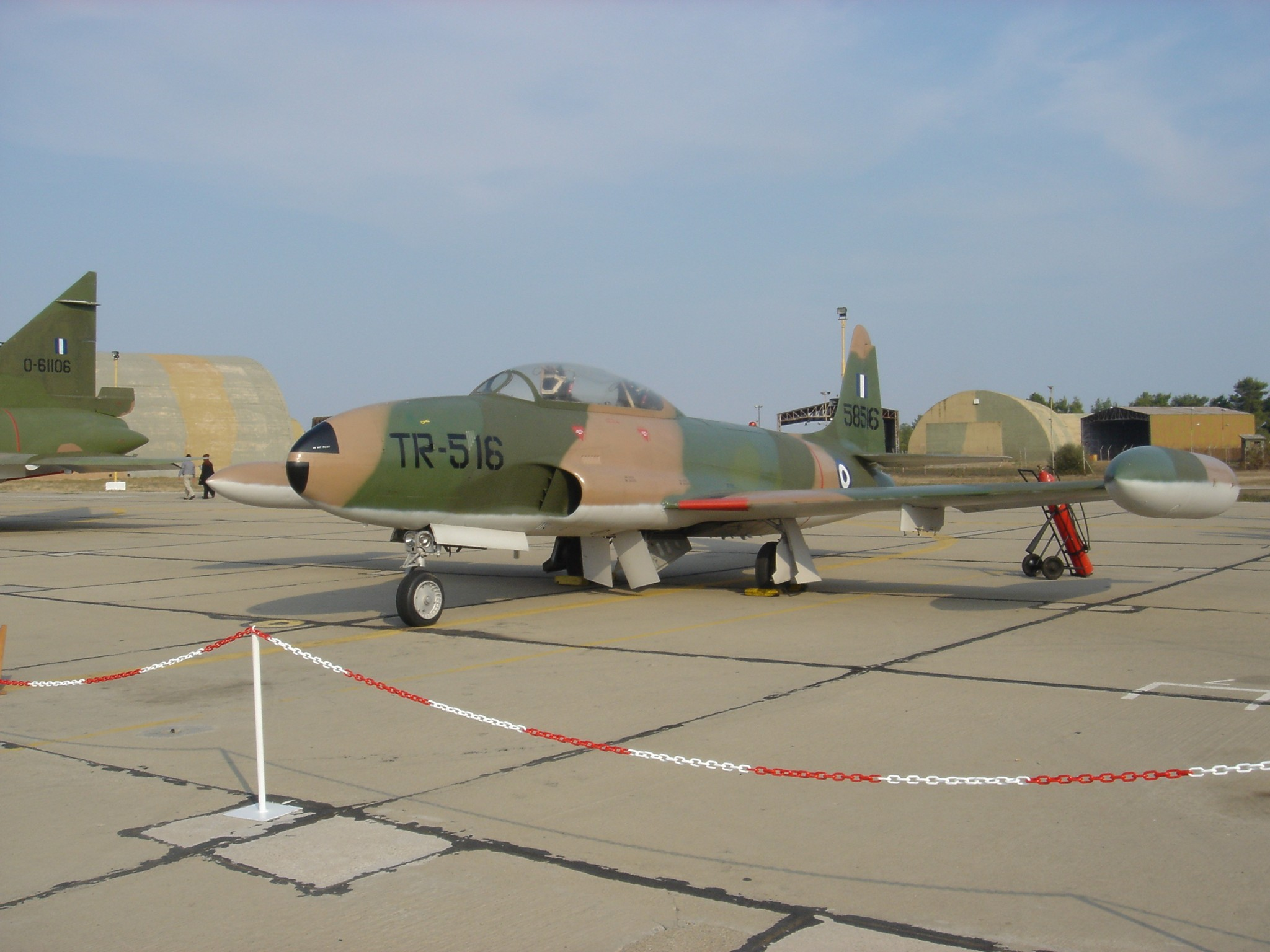
T-33シューティングスター練習機
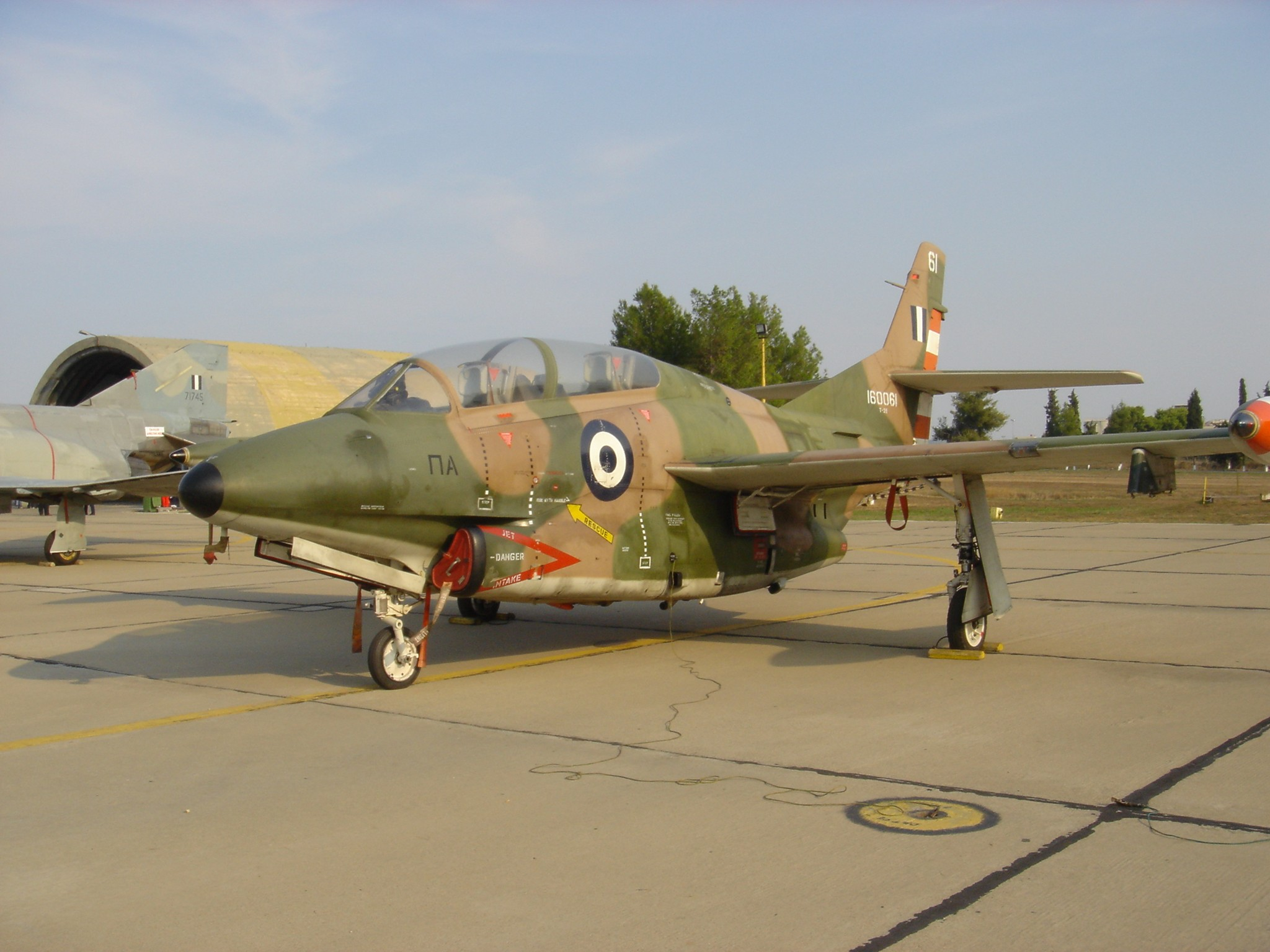
T-2Eバックアイ練習機
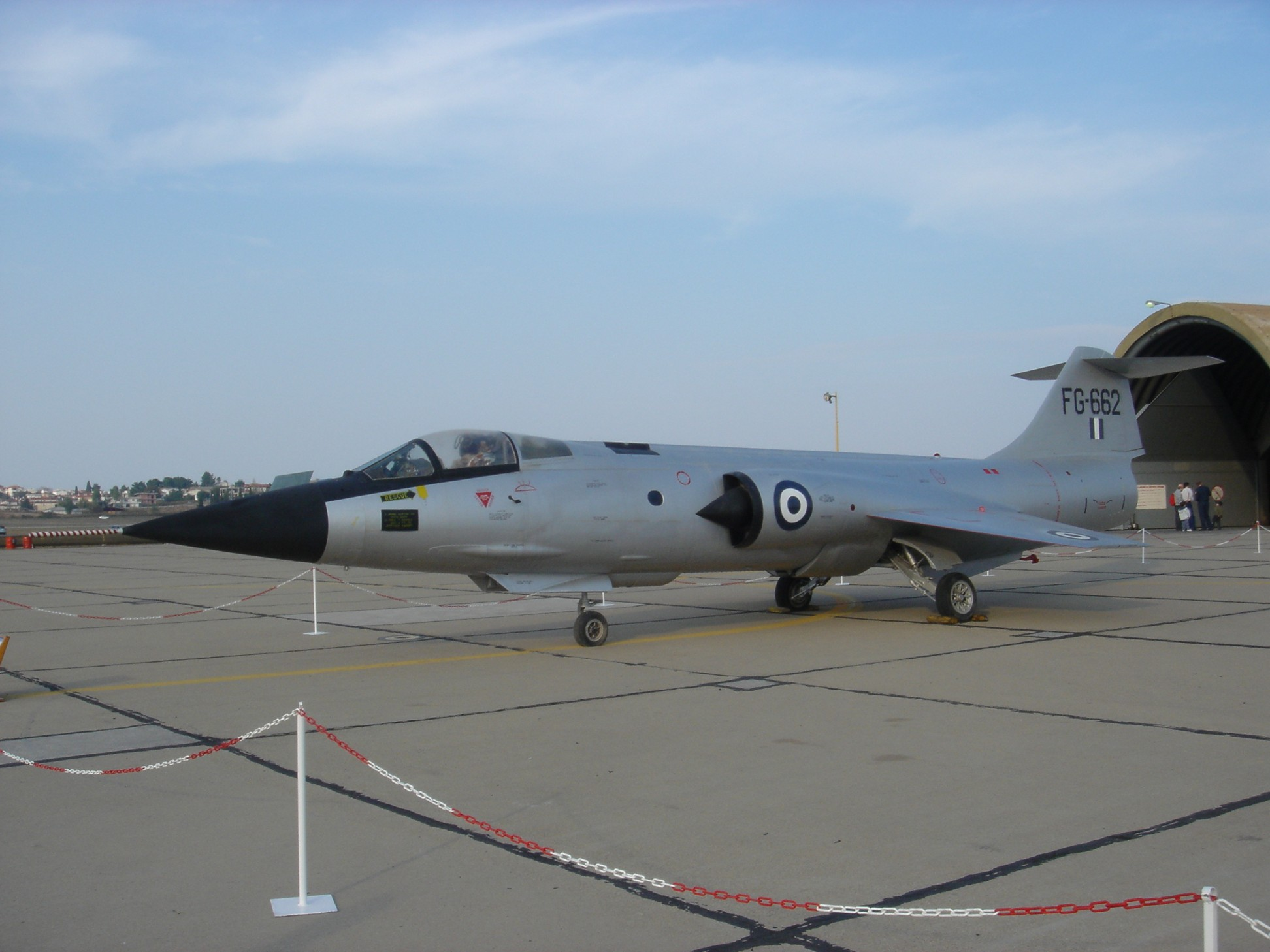
F-104Gスターファイター戦闘機
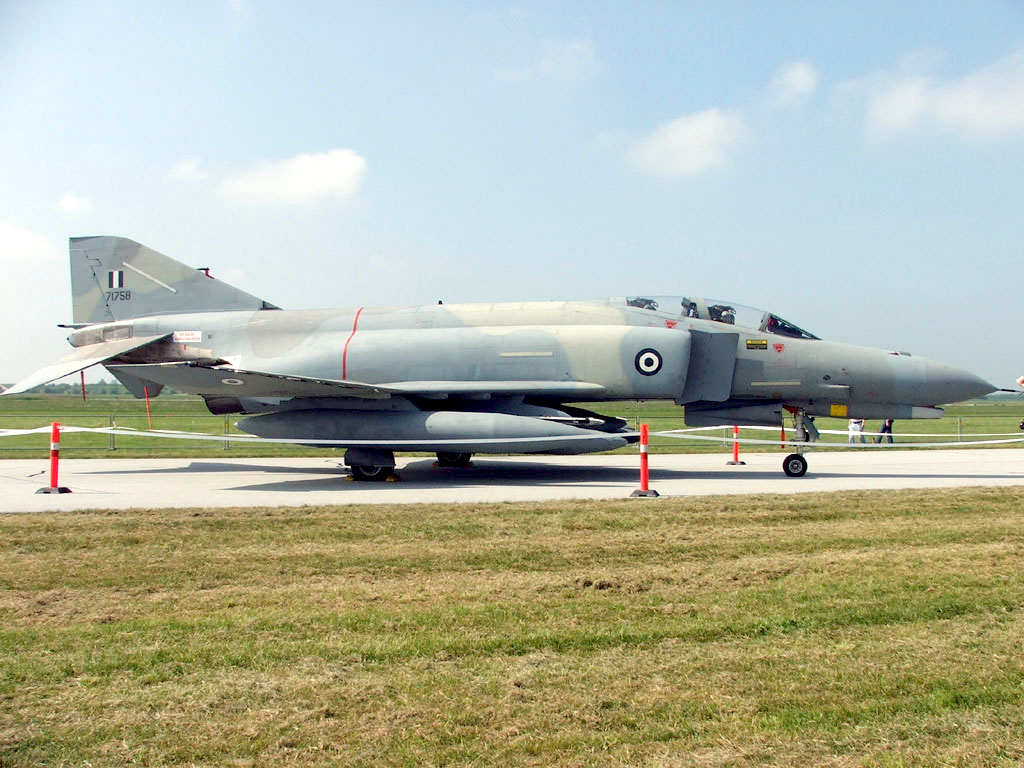
F-4EファントムII戦闘機
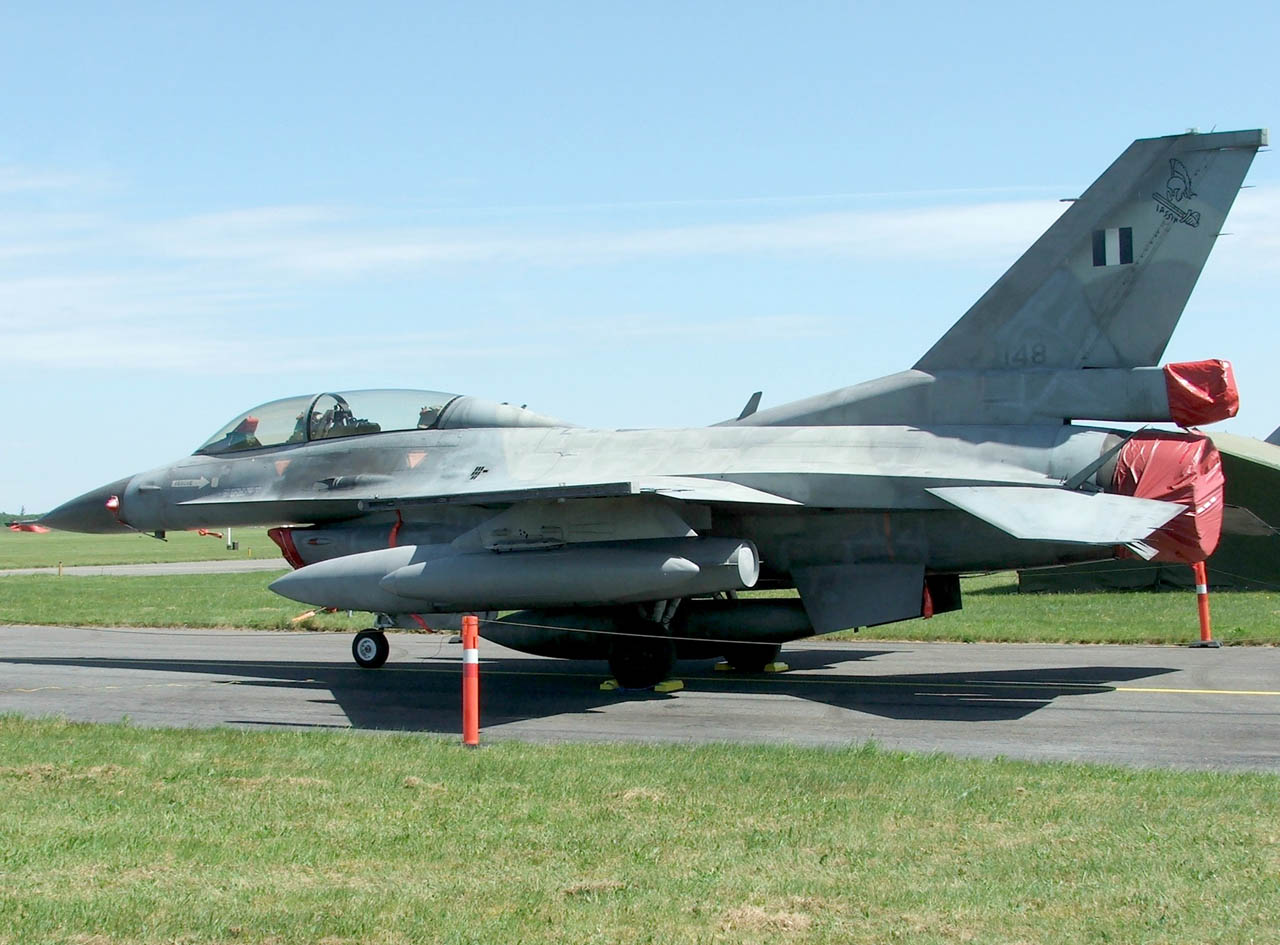
F-16Dファイティングファルコン戦闘機
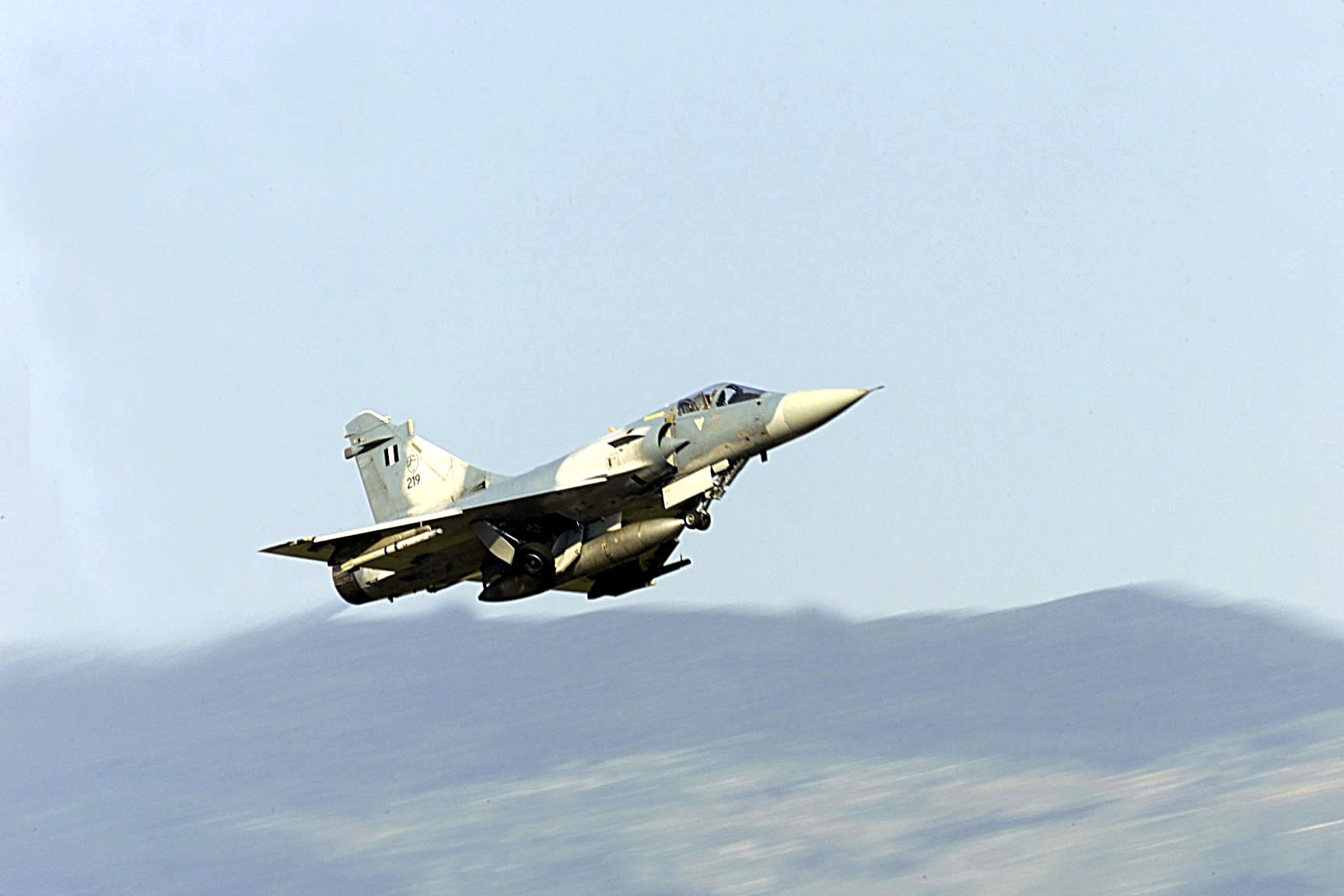
ミラージュ2000EG戦闘機
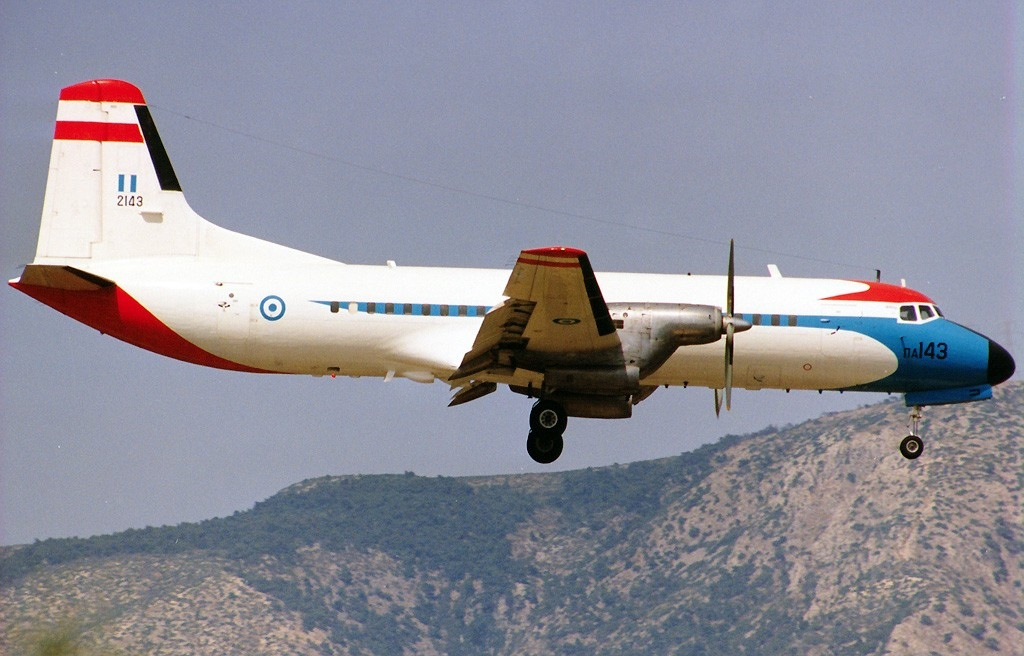
YS-11 (1993)